# Stenopterygius

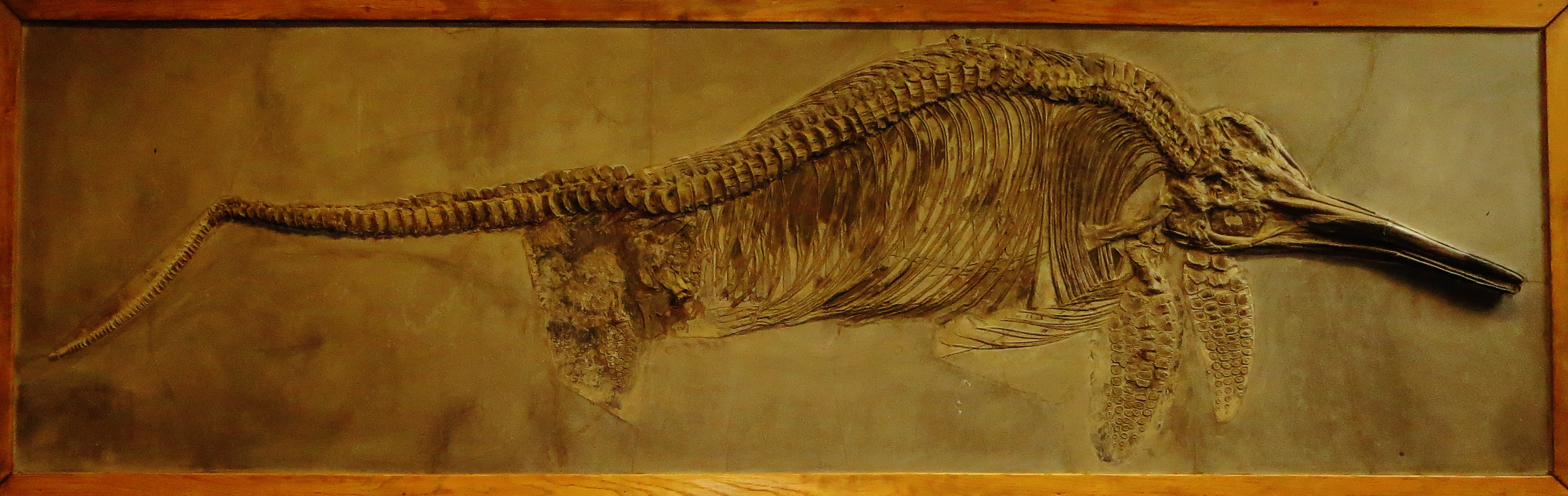
Fossil von Stenopterygius triscissus aus der Paläontologischen Sammlung der Universität Tübingen

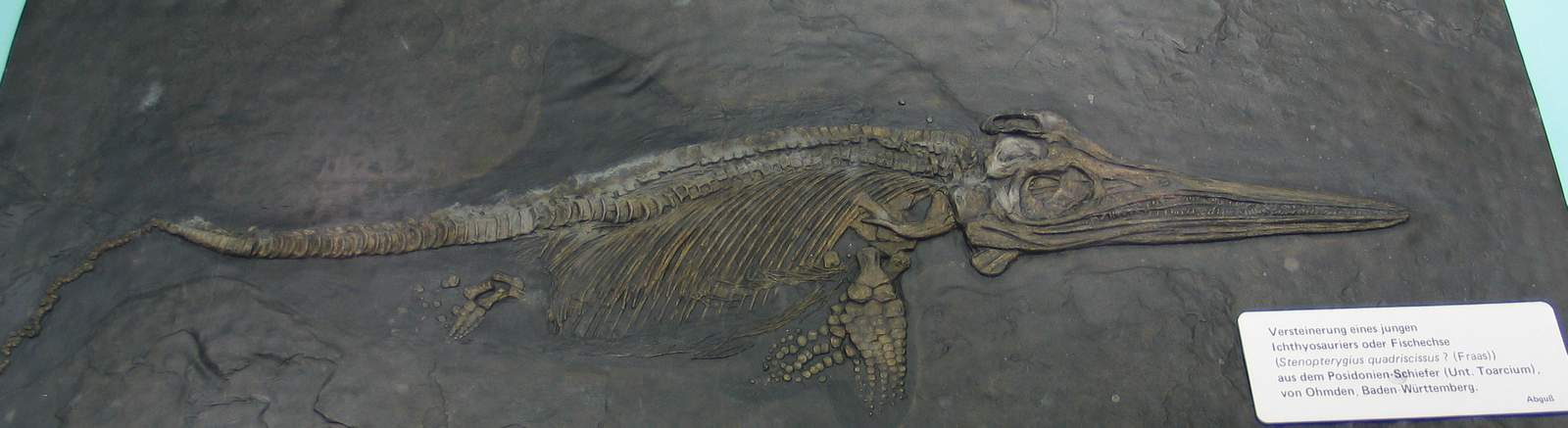
Jungtier von Stenopterygius quadriscissus aus dem Posidonienschiefer (Unteres Toarcium) von Ohmden in Baden-Württemberg

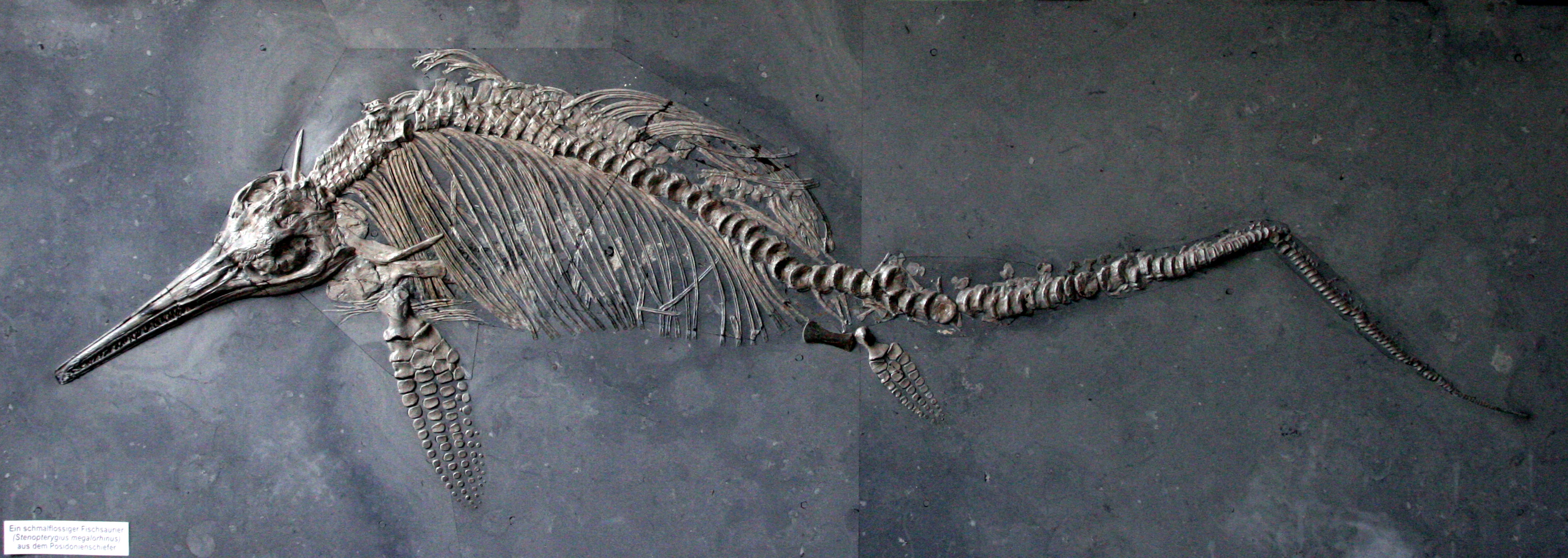
Fossil von (Stenopterygius megalorhinus) aus dem Posidonienschiefer

Stenopterygius ist eine Gattung der Ichthyosaurier aus dem frühen bis mittleren Jura (Toarcium – Aalenium). Fossilien der Gattung wurden in England, Frankreich, Deutschland, Schweiz und Luxemburg gefunden. Stenopterygius ist die häufigste Ichthyosauriergattung des Holzmadener Posidonienschiefers.
Dort wurden hunderte komplett artikulierte Skelette gefunden, die häufig auch die äußeren Körperumrisse zeigen. Erst durch diese Funde wurde erkannt, dass die Ichthyosaurier eine haiähnliche Rückenflosse und eine sichelförmige Schwanzflosse hatten. Bei einigen der Fossilien sind Embryonen im Körper oder gerade geborene Jungtiere erhalten.

## Merkmale
Stenopterygius ist schwer durch abgeleitete Merkmale zu diagnostizieren und die Gattung ist möglicherweise paraphyletisch. Er wurde etwa drei bis vier Meter lang. Die Brust- und Bauchflossen waren mittellang. Die Brustflossen hatten vier Haupt- und einem kürzeren fünften Finger, die Bauchflossen drei Finger und einen reduzierten vierten. Ältere Exemplare waren teilweise zahnlos. Hinter den Orbita ist der Schädel sehr kurz, das Schläfenfenster ist groß, das Maxillare (Oberkieferknochen), das Gaumenbein und das Quadratojugale (ein weiterer Schädelknochen) waren kurz. Vor dem Kreuzbein hatte Stenopterygius 44 bis 46 Wirbel.

## Systematik
Stenopterygius gehört zur Gruppe der Thunnosauria, einer Gruppe fortgeschrittener Ichthyosaurier, die einen spindelförmigen, versteiften Körper hatten und sich analog zu den Thunfischen nur mit Schwanzflossenschlägen schnell durch das Wasser bewegten.

## Arten
- Stenopterygius quadriscissus (Quenstedt, 1856) Jaekel, 1904 (Typusart)
- Stenopterygius longifrons (Owen, 1881)
- Stenopterygius hauffianus von Huene, 1922 (möglicherweise identisch mit Stenopterygius quadriscissus)
- Stenopterygius uniter von Huene, 1931 (Synonym Stenopterygius megalorhinus von Huene, 1922)
- Stenopterygius aaleniensis Maxwell et al., 2012